# Otro día en el planeta Tierra
Otro día en el planeta Tierra es el tercer álbum de estudio del grupo musical argentino Intoxicados. Fue grabado entre julio y agosto de 2005 en el Matadero Records, Estudios Apátrida, la Intoxisala y Garza's por Ezequiel Araujo y Leha. «Fuiste lo mejor» fue grabado en el año 2001 en el Matadero Records por Adrián Molina. Las canciones «Transan» y «Te la vamos a dar» fueron grabados entre julio de 1999 y 2000 por La Paloma Negra de la Paz en el Estudio Equilibrio.
Las canciones más difundidas son: «Fuego», «Señor kioskero», «Fuiste lo mejor», «Reggae para Mirtha», «Las cosas que no se tocan», «Duérmete niño» y «Nunca quise» (su canción más exitosa).

## Lista de canciones
Todas las canciones escritas y compuestas por Pity Álvarez, excepto el instrumental «Hermano Tolueno» compuesto por Jorge Rossi. 
| N.º | Título                           | Duración |  |
| 1.  | «Prólogo II»                     | 2:04     |  |
| 2.  | «Niña de Tilcara»                | 4:59     |  |
| 3.  | «Nunca quise»                    | 4:20     |  |
| 4.  | «Las cosas que no se tocan»      | 3:34     |  |
| 5.  | «Fuiste lo mejor»                | 4:29     |  |
| 6.  | «Una señal»                      | 3:40     |  |
| 7.  | «Te la vamos a dar»              | 6:17     |  |
| 8.  | «Fuego» (con Andrés Calamaro)    | 4:21     |  |
| 9.  | «Necesito»                       | 3:57     |  |
| 10. | «Señor kioskero»                 | 3:18     |  |
| 11. | «Reggae para Mirtha»             | 4:29     |  |
| 12. | «Transan»                        | 4:08     |  |
| 13. | «Hermano Tolueno» (Instrumental) | 3:28     |  |
| 14. | «Espero que la vida»             | 2:43     |  |
| 15. | «Duérmete niño»                  | 6:06     |  |

## Curiosidades
- La canción «Transan» es parte de la banda sonora de la película Paco.
- La canción «Duérmete niño» es parte de la banda sonora de la película Leonera, de Pablo Trapero.
- La canción «Las cosas que no se tocan» es parte de la banda sonora de la película Elefante Blanco, de Pablo Trapero.